# In the Zone
In the Zone (englisch für: „In meinem Element“) ist das vierte Studioalbum der US-amerikanischen Pop-Sängerin Britney Spears. Das Album erschien im November 2003 und avancierte zum weltweiten Millionenseller.

## Entstehung und Veröffentlichung
Die Erstveröffentlichung von In the Zone erfolgte am 16. November 2003 bei Jive Records. Das Album erschien in seiner Originalausführung als CD (Katalognummer: 82876571292) und LP (Katalognummer: 59505693) mit zwölf Titeln sowie als Deluxeversion mit drei Bonustiteln (Katalognummer: 82876576442).
Geschrieben und produziert wurden die Lieder durch verschiedenem wechselnde Autoren und Produzenten, darunter namhafte Musiker wie Sean Combs (P. Diddy), Richard Hall (Moby), Robert Kelly (R. Kelly), Josh Schwartz oder auch Guy Sigsworth. Spears selbst war am Schreibprozess bei auch Liedern beteiligt.
Bei Me Against the Music wurde Madonna als Gastsängerin engagiert, während sie bei (I Got That) Boom Boom von den Ying Yang Twins durch mehrere Rap-Passagen unterstützt wurde.

## Titelliste

### Original
1. Me Against the Music (Britney Spears, Madonna, Christopher Stewart, Thabiso Nikhereanye, Penelope Magnet, Terius Nash, Gary O’Brien) – 3:44 (feat. Madonna)
2. (I Got That) Boom Boom (Roy Hamilton, Chyna Royal, Deongelo Holmes, Eric Jackson) – 4:51 (feat. Ying Yang Twins)
3. Showdown (Britney Spears, Cathy Dennis, Christian Karlsson, Pontus Winnberg, Henrik Jonback) – 3:17
4. Breathe on Me (Stephen Lee, Steve Anderson, Lisa Greene) – 3:43
5. Early Mornin’ (Britney Spears, Moby, Christopher Stewart, Penelope Magnet) – 3:45
6. Toxic (Cathy Dennis, Christian Karlsson, Pontus Winnberg, Henrik Jonback) – 3:21
7. Outrageous (R. Kelly) – 3:21
8. Touch of My Hand (Britney Spears, Jimmy Harry, Balewa Muhammad, Shep Solomon) – 4:19
9. The Hook Up (Britney Spears, Christopher Stewart, Thabiso Nikhereanye, Penelope Magnet) – 3:54
10. Shadow (Britney Spears, Lauren Christy, Scott Spock, Graham Edwards, Charlie Midnight) – 3:45
11. Brave New Girl (Britney Spears, Brian Kierulf, Josh Schwartz, Kara DioGuardi) – 3:30
12. Everytime (Britney Spears, Annette Stamatelatos) – 3:53

Bonustitel
1. Me Against the Music (Britney Spears, Madonna, Christopher Stewart, Thabiso Nikhereanye, Penelope Magnet, Terius Nash, Gary O’Brien) [Rishi Rich’s Desi Kulcha Remix] – 4:33 (feat. Madonna)
2. The Answer (Sean Combs, Ryan Leslie) – 3:54
3. Don’t Hang Up (Britney Spears, Josh Schwartz, Brian Kierulf) – 4:02

### Videoalbum
Am 6. April 2004 wurde von Sony eine gleichnamige DVD veröffentlicht, welche folgendes Material enthält:
ABC Television Special, „Britney Spears: In the Zone“
1. Toxic
2. All Grown Up
3. Breathe on Me
4. Taking Control

Medley:
1. Boys
2. I’m a Slave 4 U
3. Family
4. Inner Circle
5. (I Got That) Boom Boom feat. Ying Yang Twins
6. The Public Eye
7. Little Girl… Big Dreams
8. Love & Heartbreak
9. Everytime
10. A Ride in the Park
11. Britney Spears: In the Zone
12. …Baby One More Time
13. Woman of the Year
14. The Kiss
15. Me Against the Music

MTV’s „Spankin New Music Week on TRL“ Times Square Performance
1. Me Against The Music
2. (I Got That) Boom Boom feat. Ying Yang Twins

Me Against the Music feat. Madonna – The Video
MTV’s „Making The Video: Toxic“
Toxic – The Video
„In The Personal Zone“
1. Inspiration
2. Spirituality
3. ABC Special
4. Onyx Hotel Tour
5. TRL Performance
6. Toxic

Exclusive Bonus Music CD:
1. I’ve Just Begun
2. Girls and Boys
3. Toxic
4. Me Against the Music

## Singleauskopplungen
| Jahr | Titel                | Höchstplatzierung, Gesamtwochen, AuszeichnungChartplatzierungen (Jahr, Titel, , Platzierungen, Wochen, Auszeichnungen, Anmerkungen) | Höchstplatzierung, Gesamtwochen, AuszeichnungChartplatzierungen (Jahr, Titel, , Platzierungen, Wochen, Auszeichnungen, Anmerkungen) | Höchstplatzierung, Gesamtwochen, AuszeichnungChartplatzierungen (Jahr, Titel, , Platzierungen, Wochen, Auszeichnungen, Anmerkungen) | Höchstplatzierung, Gesamtwochen, AuszeichnungChartplatzierungen (Jahr, Titel, , Platzierungen, Wochen, Auszeichnungen, Anmerkungen) | Höchstplatzierung, Gesamtwochen, AuszeichnungChartplatzierungen (Jahr, Titel, , Platzierungen, Wochen, Auszeichnungen, Anmerkungen) | Anmerkungen                                                               |
| Jahr | Titel                | DE | AT | CH | UK | US | Anmerkungen                                                               |
| ---- | -------------------- | --- | --- | --- | --- | --- | ------------------------------------------------------------------------- |
| 2003 | Me Against the Music | DE5 (12 Wo.)DE | AT12 (15 Wo.)AT | CH4 (15 Wo.)CH | UK2 (15 Wo.)UK | US35 (13 Wo.)US | Erstveröffentlichung: 14. Oktober 2003 Verkäufe: + 775.000; feat. Madonna |
| 2004 | Toxic                | DE4 (17 Wo.)DE | AT5 (22 Wo.)AT | CH4 (27 Wo.)CH | UK1 (14 Wo.)UK | US9 (20 Wo.)US | Erstveröffentlichung: 13. Januar 2004 Verkäufe: + 8.785.000               |
| 2004 | Everytime            | DE4 (19 Wo.)DE | AT4 (22 Wo.)AT | CH6 (28 Wo.)CH | UK1 (15 Wo.)UK | US15 (18 Wo.)US | Erstveröffentlichung: 10. Mai 2004 Verkäufe: + 1.940.000                  |
| 2004 | Outrageous           | — | — | — | — | US79 (4 Wo.)US | Erstveröffentlichung: 20. Juli 2004                                       |

## Preise und Auszeichnungen
| Zeremonie                      | Auszeichnung                                                 |
| ------------------------------ | ------------------------------------------------------------ |
| 2004                           |                                                              |
| Billboard Music Awards         | Best-Selling Dance Single of the Year (Me Against the Music) |
| Brasil Music Award             | Best International Female Artist                             |
| Holland TMF Awards             | Gridlock Award                                               |
| MTV Europe Music Awards        | Best Female Artist of the Year                               |
| Nickelodeon Kids Choice Awards | Choice Song (Toxic)                                          |
| Popstar Magazine               | Popastic Video Right Now (Toxic)                             |
| Teen Choice Awards             | Choice Single (Toxic)                                        |
| TRL Awards                     | Gridlock Award                                               |
| UK Ivor Novello Awards         | Most Performed Work (Toxic)                                  |
| 2005                           |                                                              |
| Golden Music Awards            | Music Video of the Year (Toxic)                              |
| Grammy Awards                  | Best Dance Recording (Toxic)                                 |
| Groovevolt Awards              | Video of the Year (Toxic)                                    |
| Groovevolt Awards              | Best Female Album                                            |
| Groovevolt Awards              | Best Song Performance by a Female Artist (Everytime)         |
| Groovevolt Awards              | Most Fashionable Artist                                      |

## Kommerzieller Erfolg

### Chartplatzierungen
In the Zone avancierte zum Nummer-eins-Erfolg in Frankreich und den US-amerikanischen Billboard 200. In den Vereinigten Staaten ist es Spears’ viertes Nummer-eins-Album in Folge. Damit brach sie ihren eigenen Rekord, denn zuvor schaffte es kein Interpret außer Spears mit drei Alben hintereinander direkt auf Platz eins einzusteigen.
| ChartsChartplatzierungen       | Höchstplatzierung | Wochen |
| ------------------------------ | ----------------- | ------ |
| Deutschland (GfK)              | 2 (39 Wo.)        | 39     |
| Österreich (Ö3)                | 10 (38 Wo.)       | 38     |
| Schweiz (IFPI)                 | 6 (39 Wo.)        | 39     |
| Vereinigte Staaten (Billboard) | 1 (45 Wo.)        | 45     |
| Vereinigtes Königreich (OCC)   | 13 (43 Wo.)       | 43     |

| ChartsJahrescharts (2003) | Platzierung |
| ------------------------- | ----------- |
| Schweiz (IFPI)            | 84          |

| ChartsJahrescharts (2004)      | Platzierung |
| ------------------------------ | ----------- |
| Deutschland (GfK)              | 34          |
| Österreich (Ö3)                | 36          |
| Schweiz (IFPI)                 | 49          |
| Vereinigte Staaten (Billboard) | 8           |
| Vereinigtes Königreich (OCC)   | 51          |

### Auszeichnungen für Musikverkäufe
Das Album verkaufte sich laut Schallplattenauszeichnungen weltweit über fünf Millionen Mal, davon über drei Millionen Mal in den Vereinigten Staaten, womit es mit dreifach Platin ausgezeichnet wurde. Dort verkaufte es sich alleine in der ersten Woche über 609.000 Mal.
| Land/Region                  | Auszeichnungen für Musikverkäufe (Land/Region, Auszeichnung, Verkäufe) | Verkäufe    |
| ---------------------------- | ---------------------------------------------------------------------- | ----------- |
| Argentinien (CAPIF)          | Platin                                                                 | 40.000      |
| Australien (ARIA)            | Platin                                                                 | 70.000      |
| Belgien (BRMA)               | Gold                                                                   | 25.000      |
| Brasilien (PMB)              | Gold                                                                   | 50.000      |
| Dänemark (IFPI)              | 2× Platin                                                              | 40.000      |
| Deutschland (BVMI)           | Platin                                                                 | 200.000     |
| Europa (IFPI)                | Platin                                                                 | (1.000.000) |
| Finnland (IFPI)              | Gold                                                                   | 15.052      |
| Frankreich (SNEP)            | 2× Gold                                                                | 200.000     |
| Griechenland (IFPI)          | Gold                                                                   | 10.000      |
| Japan (RIAJ)                 | Platin                                                                 | 250.000     |
| Kanada (MC)                  | 3× Platin                                                              | 300.000     |
| Mexiko (AMPROFON)            | Platin                                                                 | 100.000     |
| Neuseeland (RMNZ)            | Gold                                                                   | 7.500       |
| Norwegen (IFPI)              | Gold                                                                   | 20.000      |
| Österreich (IFPI)            | Platin                                                                 | 30.000      |
| Polen (ZPAV)                 | Platin                                                                 | 20.000      |
| Portugal (AFP)               | Gold                                                                   | 20.000      |
| Russland (NFPF)              | 2× Platin                                                              | 40.000      |
| Schweden (IFPI)              | Gold                                                                   | 30.000      |
| Schweiz (IFPI)               | Gold                                                                   | 20.000      |
| Singapur (RIAS)              | Gold                                                                   | 5.000       |
| Spanien (Promusicae)         | Gold                                                                   | 50.000      |
| Tschechien (IFPI)            | —                                                                      | 10.000      |
| Ungarn (MAHASZ)              | Gold                                                                   | 10.000      |
| Vereinigte Staaten (RIAA)    | 3× Platin                                                              | 3.000.000   |
| Vereinigtes Königreich (BPI) | Platin                                                                 | 540.000     |
| Insgesamt                    | 14× Gold · 19× Platin ·                                                | 5.102.552   |

Hauptartikel: Britney Spears/Auszeichnungen für Musikverkäufe